# 金丸マキ
金丸 マキ（かなまる マキ、3月31日 - ）は、東京都生まれ、千葉県在住の小説家。JUNEの流れを汲むボーイズラブ小説を主に、百合小説・漫画原作等を手がける。
1992年『海の名前』（山田麻貴名義）でデビュー。中島梓主宰「小説道場」にて評価を受けた。
いわゆる受けがゲイである自分に悩む過程を描く、ボーイズラブ界ではやや異色な作家として知られる。

## 代表作
- くるみ割り人形
- ベイビィラヴ
- 絶対服従
- 鉄壁トランクス
- 豹くんの異常な愛情

## 漫画原作
その時ハートは盗まれた（作画：穂波ゆきね）